# Il giardino della felicità
Il giardino della felicità (The Blue Bird) è un film del 1976 diretto da George Cukor.
Il soggetto è tratto da L'uccellino azzurro di Maurice Maeterlinck. Rappresenta la prima coproduzione sovietico-americana nella storia del cinema.

## Trama
Due fratellini, il maschio Tyltyl e la femmina Mytyl, girovagando hanno incontrato una bambina malata che vorrebbero rendere felice; ma poiché si sono allontanati dalla casa del padre boscaiolo più di quanto la mamma permetta, vengono spediti a letto senza cena. In sogno compare loro Luce che li invita a viaggiare in cerca dell'Uccello Blu - la felicità - accompagnati da elementi domestici personificati: Acqua e Fuoco, Pane, Latte, Zucchero, il cane Tylo e la gatta Tylette. Con il sussidio di un diamante luminoso (la Ragione?), i due piccoli raggiungono il paese dei Ricordi, il castello della Notte, il Regno dei Piaceri, la Foresta degli Alberi, la Terra del Futuro. Svegliati dalla mamma, si accorgono che l'Uccello Blu era nella loro casetta e lo portano alla bimba infelice.

## Produzione
Il budget stimato è di 12.000.000 di dollari. Le riprese durarono dal 20 gennaio all'11 agosto 1975. Realizzato parte negli USA, parte in URSS, venne girato a Mosca e a Leningrado con l'apporto di una doppia troupe e la partecipazione di stelle dello star-system sovietico, tra cui il famoso mimo Oleg Popov e la grande ballerina classica Nadežda Pavlova. La fiaba da cui è tratto il film venne rappresentata per la prima volta proprio a Mosca nel 1908.

## Distribuzione
Negli Stati Uniti il film incassò 887.000 dollari, in Spagna 6.299.382 (a fronte di 122.860 biglietti venduti).

### Date di uscita
IMDb
- USA: 5 aprile 1976
- Iran: novembre 1976 (Teheran International Film festival of Films for Children)
- Svezia: 22 ottobre 1977
- Portogallo: 7 dicembre 1977
- Finlandia: 9 dicembre 1977
- Ungheria: 21 dicembre 1978

Alias
- The Blue Bird	USA (titolo originale)
- A kék madár	Ungheria
- Den blå fuglen 	Norvegia
- Der blaue Vogel	Germania Ovest
- El pájaro azul	Spagna
- Fågel blå	Svezia
- Il giardino della felicità	Italia
- L'Oiseau bleu	Francia
- Lintu sininen	Finlandia
- Mavi kus	Turchia (titolo TV) (titolo Turco)
- Modrý pták	Cecoslovacchia (titolo Ceco)
- O Pássaro Azul	Portugal (imdb display title)
- Sininen lintu	Finlandia (titolo TV)
- Sinyaya ptitsa	Unione Sovietica (titolo Russo)
- To galazio pouli	Grecia